# Poukai
Poukai eller pouakai er en stor mytologisk rovfugl omtalt i maori-kulturen. I nogle af disse legender, dræber og spiser poukaierne mennesker, og myten om denne store fugl kan derfor referere til haast-ørne; det er den største kendte ørneart, som var i stand til at dræbe fuldvoksne moa-fugle (på op til 230 kg), og som desuden havde evnen til at dræbe børn. Det er dog også muligt, at maori-folket i virkeligheden har skabt myten om kæmpefuglen i forbindelse med deres kontakt med moa-fugle, og at moaen i disse myter er blevet omdigtet til at være en børneædende rovfugl.

## Baggrunden
Haast-ørne, som kun levede i den østlige og nordvestlige del af New Zealands sydø, uddøde først godt 100 år efter ankomsten af maori-folket. Ørnene findes afbildet i de ældste hulemalerier fra South Canterbury. Store områder af ørnens habitater i lavlandet, var blevet ødelagt ved afbrænding omkring år 1350, og den blev jaget til uddrydelse, både direkte (haast-ørneknogler er blevet fundet på arkæologiske maori-bopladser) og indirekte: dens vigtigste byttearter, ni arter af moa og andre store fugle som øksenæb, den newzealandske mankegås, og cnemiornis-gåsen, blev jaget til udryddelse i samme tidsperiode.